# Dąbrowa Narodowa
Dąbrowa Narodowa ist ein westlicher Stadtteil von Jaworzno in der Woiwodschaft Schlesien in Polen.

## Geschichte
Der Ort im Eichenwald ("dąbrowa") nordwestlich von Jaworzno wurde um das Jahr 1610 gegründet.
Bei der dritten Teilung Polens wurde es 1795 Teil des habsburgischen Kaiserreichs. In den Jahren 1815–1846 gehörte es zur Republik Krakau, 1846 wurde es als Teil des Großherzogtums Krakau wieder in die Länder des Kaisertums Österreich annektiert. Nach der Aufhebung der Patrimonialherrschaften bildete es eine Gemeinde im Gerichtsbezirk Jaworzno im Bezirk Chrzanów.

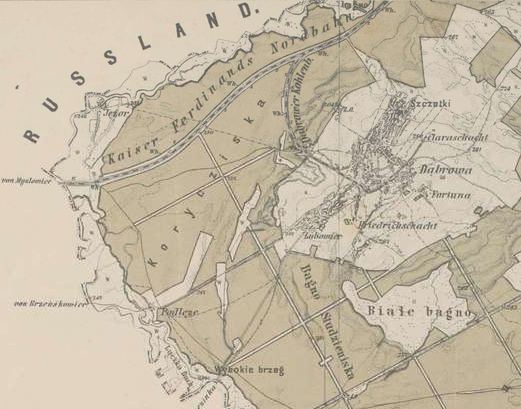
Dąbrowa und Jęzor auf der Franzisco-Josephinischen Landesaufnahme um 1870

Im 19. Jahrhundert entwickelte sich im Gebiet der Zagłębie Krakowskie (Krakauer Bergbaurevier). Die Förderung von Steinkohle wurde meistens von Bankiers aus Wien wie Westenholz finanziert.
1900 hatte die Gemeinde Dąbrowa eine Fläche von 421 Hektar, 161 Häuser mit 1322 Einwohnern, davon waren alle polnischsprachig; 1229 waren römisch-katholisch, es gab 93 Juden. 1914 wurde die Pfarrei aus Jaworzno ausgegliedert.
In der Zwischenkriegszeit gehörte Dąbrowa zum Powiat Chrzanowski der Woiwodschaft Krakau. Nach der Volkszählung im Jahr 1921 hatte das Dorf 256 Häuser mit 1824 Einwohnern, die überwiegend römisch-katholische (1765) Polen (1814) waren, es gab auch 52 Juden.
Im Jahr 1923 wurde das Adjektiv Narodowa (national) im Namen hinzugefügt. Beim Überfall auf Polen 1939 wurde das Gebiet von den Deutschen besetzt und dem Landkreis Krenau im neuen „Ostoberschlesien“ zugeordnet. Im Osten des Dorfs befand sich das SS-Arbeitslager Neu-Dachs, nach dem Krieg das Zentrale Arbeitslager Jaworzno. An dieser Stelle wurde später die Plattenbausiedlung Stałe für über 10.000 Einwohnern gebaut, eines der größten Wohngebiete Jaworznos. 1954 wurde Dąbrowa Narodowa an Jaworzno angeschlossen.